# Richmond (North Yorkshire)
Richmond ist eine Kleinstadt in der englischen Unitary Authority North Yorkshire. Laut Volkszählung hatte Richmond 2001 insgesamt 8970 Einwohner.

## Geographie
Richmond befindet sich am Fuße der Yorkshire Dales, die sich im Westen erheben, bzw. am Rande des Vale of Mowbray, welches sich im Osten anschließt. Die Stadt liegt am Fluss Swale, welcher in den Dales oberhalb von Keld (etwa 30 km westlich) entspringt und später in die Ouse mündet. Durch die Stadt führt der bekannte Coast to Coast Walk von St Bees an der Irischen See nach Robin Hood’s Bay an der Nordsee, dabei ist Richmond die einzige Stadt entlang des Weges.

## Geschichte
Der Name Richmond kommt von dem Ort Richemont in der Normandie und war das Lehen der Earls of Richmond.
Richmond wurde 1071 durch den Bretonen Alan Rufus gegründet, welchem von Normannenkönig Wilhelm I. Landgüter übertragen wurden. Das Richmond Castle von 1086 umfasst einen Bereich, welcher heute als der Marktplatz bekannt ist.

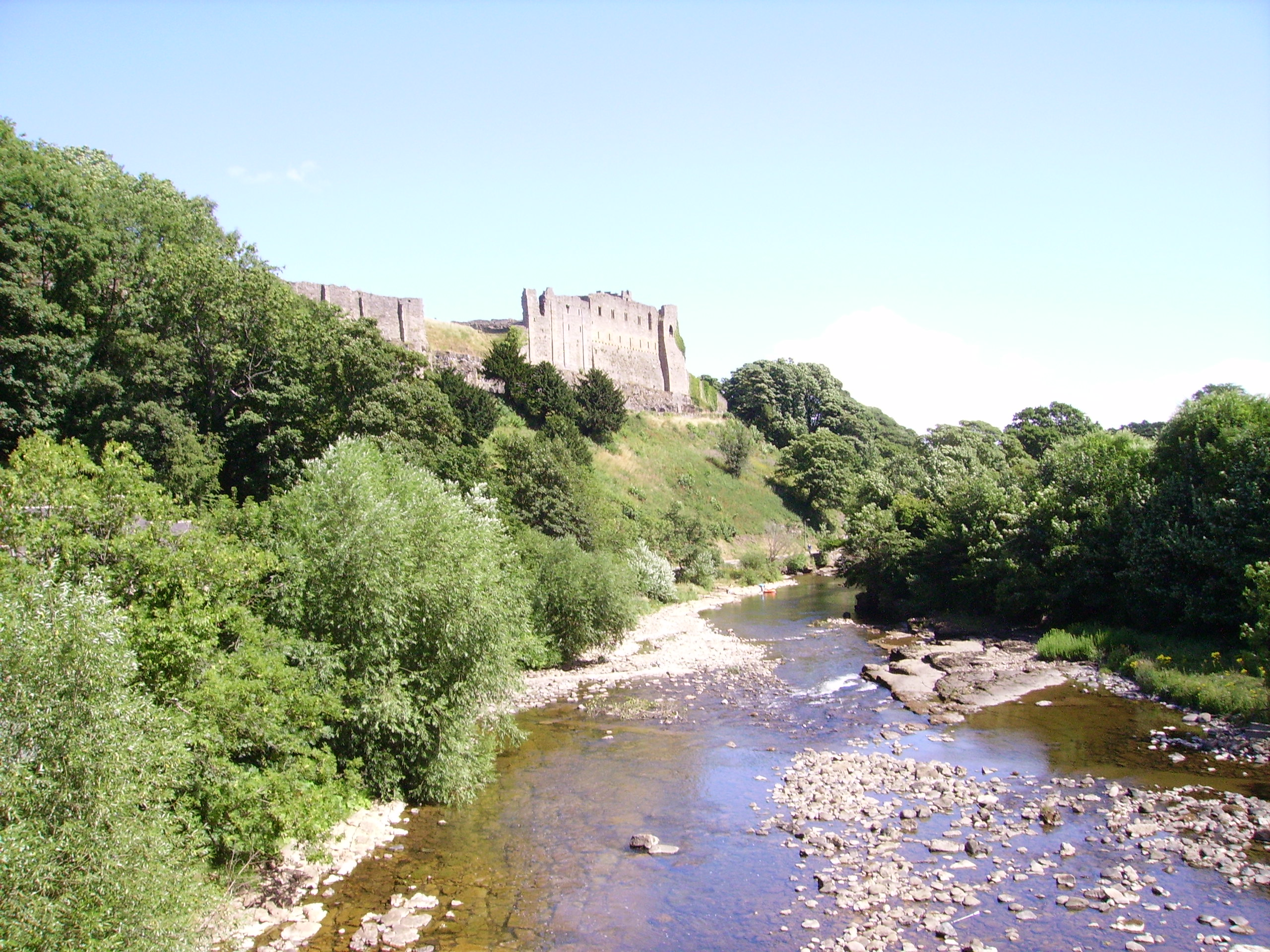
Der River Swale mit Richmond Castle

Herzog Franz II. vermachte Richmond König Heinrich VII. Der erste Herzog von Richmond war Henry Fitzroy, der Enkel von Heinrich VII, der jedoch nach kurzer Regentschaft starb.
Richmondshires Vereinigung mit dem Fürstentum Wales und dem Königreich England zu England and Wales geschah zum Zeitpunkt der Verabschiedung der Gesetze zur Eingliederung von Wales 1535–1542, parallel zur Vereinigung der Bretagne mit dem Königreich Frankreich, siehe Geschichte Frankreichs. Richmondshire war Gegenstand des Statuts von Rhuddlan und wurde zu Lebzeiten Esmé Stewarts den Welsh Marches einverleibt.
Ortsansässige begegneten der Einbeziehung Richmonds in die hoheitliche Politik vehement mittels mehrerer Verschwörungen und Aufstände, was letztlich im Englischen Bürgerkrieg mündete.
Waren Richmond und das Swaledale durch die Textilindustrie schon vorher eine ökonomisch blühende Region, so nahm die wirtschaftliche Bedeutung durch den Abbau von Bleierz (besonders oberhalb von Keld) im 17. und 18. Jahrhundert noch weiter zu.
Von 1974 bis 2023 war Richmond Verwaltungssitz des District Richmondshire innerhalb der Grafschaft North Yorkshire.

## Politik

### Städtepartnerschaften
Richmond unterhält Städtepartnerschaften mit
- Saint-Aubin-du-Cormier, Frankreich
- Vinstra, Norwegen

## Kultur und Sehenswürdigkeiten

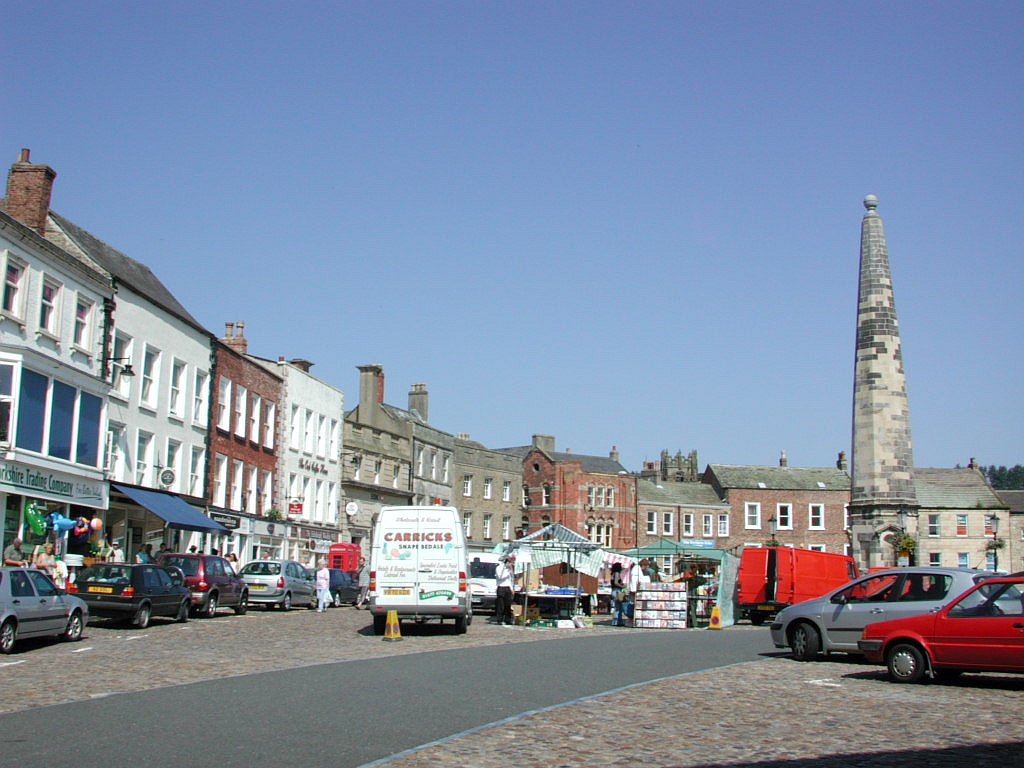
Marktplatz

- Das Richmond Castle befindet sich der Stadtmitte oberhalb des Swale gelegen und ist eine überregional bekannte Touristenattraktion.
- Das Green Howards Regimental Museum befindet sich in der Old Trinity Church am Marktplatz in der Stadtmitte; hier befindet sich auch das Richmondshire Museum.
- Das 1788 von Samuel Butler gegründete Georgian Theatre liegt ebenfalls direkt am Marktplatz. 1848 musste das Theater jedoch schließen, danach wurde das Gebäude viele Jahre als Lager genutzt. 1963 wurde das Theater wiedereröffnet sowie 1979 ein Theatermuseum hinzugefügt.
- Der Coast to Coast Walk führt direkt durch Richmond.

## Wirtschaft und Infrastruktur

### Verkehr

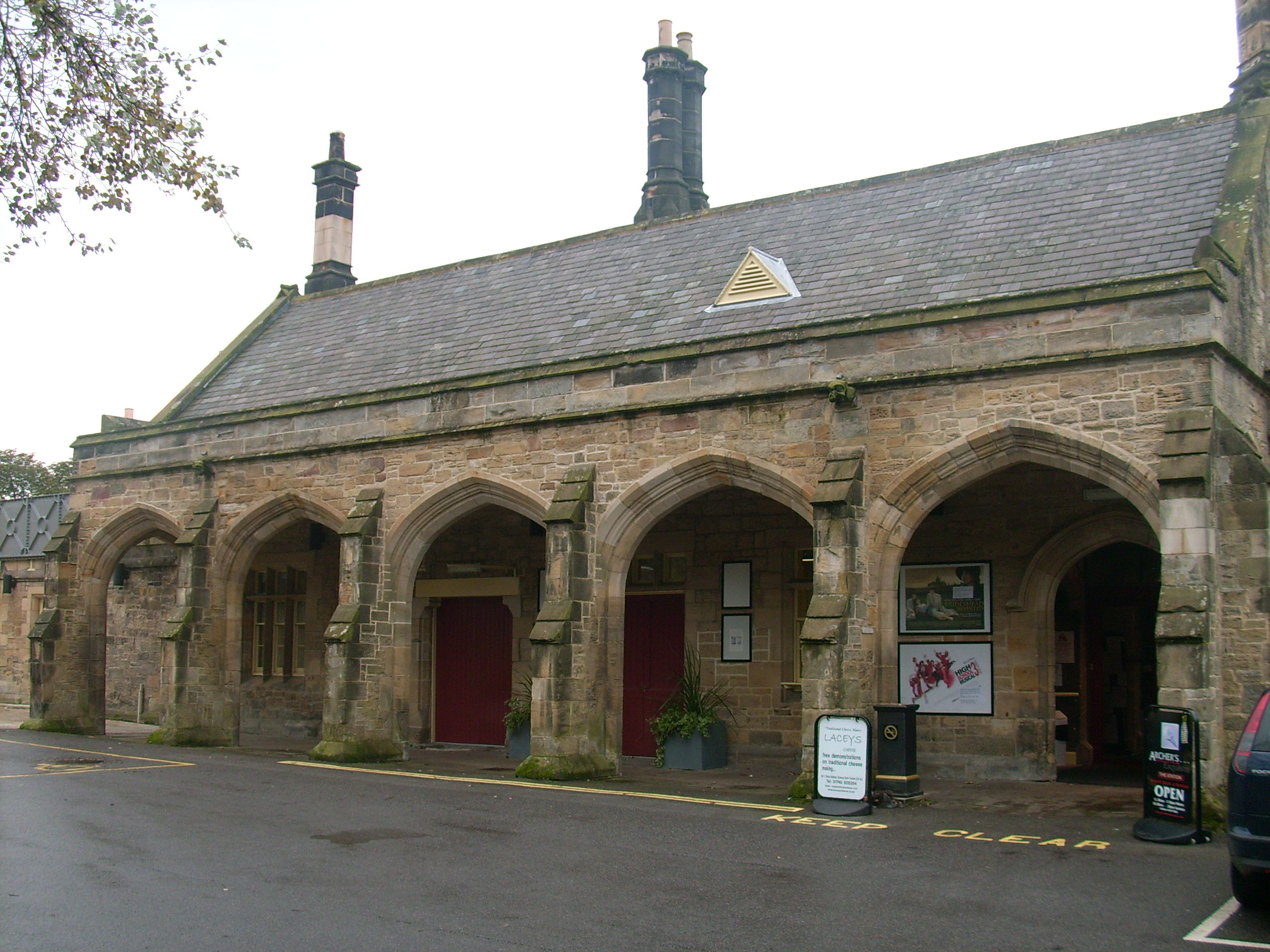
Ehem. Bahnhofsgebäude

Etwa 5 km östlich führt die Schnellstraße A1 (London–Edinburgh) in Nord-Süd-Richtung an der Stadt vorbei. Weitere A-Straßen sind die A6108 (Scotch Corner–Ripon) sowie die A6136 (nach Catterick).
Seit 1969 verfügt Richmond über keinen Bahnanschluss mehr. Bis zu diesem Zeitpunkt war der Bahnhof Richmond der Endpunkt der Bahnstrecke Eryholme-Richmond, welche von der East Coast Main Line abzweigte. Das 2007 renovierte Bahnhofsgebäude beherbergt heute zwei Kinoleinwände, eine Kunstgalerie sowie ein Restaurant und Café. Es existieren Busverbindungen nach Catterick, Darlington, Gunnerside (–Keld) und Northallerton.

### Medien
Fresh Radio besitzt in Richmond ein Rundfunkstudio, welches ein Radioprogramm für die gesamten Yorkshire Dales sendet.
In Richmond erscheint wöchentlich die Darlington & Stockton Times sowie täglich das Northern Echo.

### Bildung
Richmond besitzt zwei weiterführende Schulen, die Richmond School und die St Francis Xavier School für Schüler von elf bis 16 Jahren sowie drei Grundschulen (Richmond Methodist, Richmond C of E und St Marys Catholic School).

## Persönlichkeiten

### Söhne und Töchter der Stadt
- Charlotte-Marie de Lorraine (1627–1652), französische Adelige
- Conyers Middleton (1683–1750), englischer Geistlicher
- Thomas Harrison (1744–1829), Architekt und Ingenieur
- Miles Stapleton, 8. Baron Beaumont (1805–1854), Peer und Politiker
- John Lawrence, 1. Baron Lawrence (1811–1879), irischer Adliger und britischer Staatsmann
- Len Alsop (1905–1993), Fußballspieler
- Banesh Hoffmann (1906–1986), Mathematiker, Physiker  und Hochschullehrer
- Vera Selby (1930–2023), English-Billiards- und Snookerspielerin
- Zoe Lee (* 1985), Ruderin
- Theo Hutchcraft (* 1986), Sänger Hurts